# Риф'яно
Рифьяно (італ. Rifiano) — муніципалітет в Італії, у регіоні Трентіно-Альто-Адідже,  провінція Больцано.
Рифьяно розташоване на відстані близько 550 км на північ від Рима, 75 км на північ від Тренто, 26 км на північний захід від Больцано.
Населення — 1348 осіб (2014).

## Демографія
Населення за роками:

Станом на 1 січня 2023 року в муніципалітеті офіційно проживало 50 іноземців з 17 країн, серед них 26 громадян країн Євросоюзу та 1 громадянин України.

## Сусідні муніципалітети
- Каїнес
- Мозо-ін-Пассірія
- Сан-Леонардо-ін-Пассірія
- Сан-Мартіно-ін-Пассірія
- Шена
- Тіроло